# 銃夢～火星的記憶～
《銃夢～火星的記憶～》是一款僅在日本發行的1998年動作角色扮演遊戲，發行商為萬普，遊戲適用於PlayStation平台。本作的劇情改編自木城幸人創作的日本漫畫《銃夢》。

## 遊戲玩法

戰鬥模式的遊戲截圖

本作是一款3D動作角色扮演遊戲，玩家扮演的是主人翁凱麗。遊戲介面相對簡單，螢幕左上角為主角的狀態條，進入戰鬥模式（Battle Mode）後敵人的血量會顯示在螢幕下方, 當在戰鬥模式（Battle Mode）中 在敵人攻擊的一瞬間按下格檔鍵, 便會使出必殺技。
本作的劇情推進方式主要以對話進行，使用的是常見的對話系統。

## 遊戲內容
本作的內容改編自日本漫畫《銃夢》，前半段的劇情大部份是從漫畫照搬而來，只有部分場景安排做了調整 如新增了傑秀皇的妹妹修密拉被擄走劇情。而後半段則是原作者在連載時未能發表的「銃夢宇宙篇」劇情，從凱麗抵達沙雷姆並打敗超級電腦「梅爾姬賽克」後開始新的發展——凱麗前往宇宙都市耶路，參加森羅天頂武鬪大會(ZOTT) 擊敗各星球的代表，並取得冠軍，然後前往故鄉火星。

## 遊戲中新增的頭目
- 火星牛

- 狂戰士熊

- 脳髄女王

- 超級電腦梅爾姬賽克——在原著漫畫中梅爾姬賽克啟動自毀後，凱麗最後犧牲自己阻止梅爾姬賽克讓沙雷姆墜落至地面。在遊戲中超級電腦梅爾姬賽克沒有啟動自毀郤直接跟凱麗單挑，最後落敗開啟了通往耶路的大門。結局與凱麗成為了朋友。

- 闇医者王——遊戲新增劇情，發生在撃敗了面目全非的沙勇和依德前去與腦改造者「鐵士代諾」交涉 之間的劇情，故事講述修密拉被闇醫者王手下「注射魔」擄走到地下研究所準備進行肢解研究，幸好凱麗及時趕上救援。

- ポチョムキン——耶路研究長，一身綠色打扮的胖大叔。原是凱麗的朋友和格鬥賽經理人，但在レヴァイアサン１ 居住区画中因電子記事儀損壞而精神崩潰，受狂戰士細胞侵蝕變成狂戰士(バーサーカー) 型態 瘋狂向凱麗攻擊。

- ガルエデ——失去消失的記憶芯片，使得他身型肥胖性格懦弱且缺乏自信，被驅逐到「艾爾」（El）的角落，凱麗發現了他並成為了朋友。凱麗為他取回了消失的記憶芯片，喚醒了他失去的記憶。

他的真正身份其實是「艾爾」為了消滅「裝甲術師」而開發的戰鬥機器，以壓到性戰力擊敗剛取得森羅天頂武鬪大會(ZOTT)的凱麗，及後與凱麗合作守護宇宙和平。
在與凱麗一同追蹤恐怖襲擊者的途中，與ズオウ發生戰鬥，最終戰死。
臨死前，他將「指令體」的身份交給凱麗，託付她成為新的「Last Order」，守護宇宙和平並防止戰爭爆發。
在與凱麗戰鬥的過程中，他吸收了大馬士革刀，當他死去並氧化成粉末時，卻將大馬士革之刀遺留下來。
這時，他粉末狀的身體發生了某種變化，使得大馬士革之刀變成了金色，殺傷力更強大。
- ズオウ——遊戲最終頭目，擁有四隻手臂, 他使用進一步發展的機甲術（判処クンスト)。

他利用這四隻手臂施展必殺技「屠龍四方殺（ドラッヘ・シュレーガー）」，擊毀了ガルエデ。在故事中，他邀請凱麗到自己的宅邸，唱起特羅特（エンカ)的演歌，甚至有意收凱麗為弟子，這種舉動讓人覺得他有點脫離現實，甚至可能是一個搞笑角色。他的真實身份，其實是火星「大師（水族）」，他會捕捉年幼的孩子，施以嚴酷的訓練，是一個冷酷無情的人物。

## 隱藏要素
● 最強の銃入手方法
當劇情進度到達「行こう!火星へ」。前往「機甲術の谷」，在枯萎的樹前的場景小路往下走，發現血量非常高的保險箱的敵人，他只會不斷後退，不會攻擊主角，擊敗他後就能獲得最強的狂戰士槍了，取得後強大的Boss狂戰士熊便會在此區反覆出現。狂戰士槍曾出現在漫畫第一卷的封面中。
● 重玩小遊戲
從標題畫面選擇「ゲームスタート」。繼續到載入畫面並選擇已儲存資料的記憶卡。檢查記憶卡後，按取消（X）返回。會發現多出現一個「おまけ」選項，讓您可以重玩以下迷你遊戲：「機動鐵球/死亡球比賽 (最多6+1階段的關卡)」、「與 狂戰士沙勇 對戰」、「與 電 對戰」和「與 超級電腦梅爾姬賽克 對戰」。只有在主線故事中通關的小遊戲，才能在「おまけ」重玩。
● 以 機動鐵球/死亡球比賽的形式與ジャシュガン對戰
在遊戲最後期的「エピローグ」中前往リメイラ的房間，檢查房間的右上角「ジャシュガン」の肖像，然後保存數據。切換到「おまけ」模式。這將解鎖主線故事中沒有的 機動鐵球/死亡球比賽的第 7 階段, 頭目是 「ジャシュガン」。

## 製作與發行
原作《銃夢》於1990年底開始在集英社雜誌《Business Jump》上連載，1995年初因為作者木城幸人身心狀況不佳而提前完結。沒能畫出來的「銃夢宇宙篇」成了木城心中的遺憾，在1995年秋天，他完成《灰者》的第一話後決定嘗試將宇宙篇以遊戲形式發表，於是寫下了企劃。在同社雜誌《V Jump》編輯部的介紹下，木城將企劃交給了萬普。1996年夏天，木城完成了《灰者》的連載，有空閒時間可以來參與遊戲製作。他花了數個月的時間開發宇宙篇的情節、草圖和包裝插圖等，遊戲的封面是一張凱麗的CG圖，花了木城整整一個月的時間。在書寫遊戲腳本時，木城不斷地聽范吉利斯的曲子《Voices》，並稱之為遊戲的「印象曲」。
木城原本計劃的是一款全2D圖像的橫向捲軸遊戲，可是開發團隊的成員強烈建議說要用3D圖形才好，所以《銃夢～火星的記憶～》就被做成了3D遊戲。遊戲場景有容量限制的考量，木城盡可能簡化遊戲內容，但也不想把所有東西都刪掉，所以像是圈外議會LADDER的原始設計就被保留了下來。相較於黑白兩色的原作漫畫，遊戲畫面需要製成全彩的，讓木城花了很多心思。木城稱自己想像的火星文化在風格上和埃及文明很像，而這就是作品中火星人穿著的設計理念。本作裡有很多未出現在原作中的角色，其中部分是新設計的人物，也有些是原本就打算用在宇宙篇漫畫的人物。
本作的內容針對原作未提及或未說明的部分做了很多解釋，成了像是「解答篇」的作品。木城表示：「這一開始只是無心為之，但是趁著機會，我付出了一切努力，打造這個從1984年算起的、屬於我的集大成之作。（……）我藉著凱麗的口說出了我想說的一切。」《銃夢～火星的記憶～》原定於1997年時發售，木城當時正好在發表一系列的《銃夢》番外篇，不過後來被往後延至1998年8月27日。發行之前幕後也出了點麻煩，令木城感到遺憾。

## 延伸閱讀
- . EX: The Online World of Anime and Manga. 2000  [2014-02-08]. （原始内容存档于2004-06-23） （英语）.

## 外部連結
- 官方网站